# Plínio José Luz da Silva
Dom Plínio José Luz da Silva (Pacoti, 18 de outubro de 1955), é um bispo católico brasileiro, bispo de Picos, Piauí. Dom Plínio nasceu em 18 de outubro de 1955 na cidade de Pacoti-CE. É o segundo de sete filhos do casal Luis Carneiro da Silva (in memorian) e Maria de Jesus Luz.

## Biografia
Ordenou-se diácono no dia 15 de janeiro de 1984 na quadra do Instituto Maria Imaculada - Pacoti - CE, sua ordenação Presbiteral aconteceu no dia 16 de dezembro de 1984, neste mesmo local. 
Realizou seus estudos no Grupo Escolar Menezes Pimentel e Instituto Maria Imaculada (Pacoti - CE); no Colégio Castelo, como vocacionado dos Padres Salvatorianos (sds) em Fortaleza - CE. Completou a Filosofia e Teologia no ICRE - Instituto de Ciências Religiosas da Arquidiocese de Fortaleza, no Seminário da Prainha (Fortaleza - CE). Seguiu um curso de Espiritualidade e Animação Missionária no Centro Internacional de Animação Missionária da Congregação para a Evangelização dos Povos, em Roma - Itália. 
Antes do episcopado foi pároco da Paróquia Nossa Senhora das Graças - Ideal (Aracoiba) - CE, da Paróquia São Francisco de Assis - Fortaleza - CE, da Paróquia Nossa Senhora da Conceição - Redenção - CE, da Paróquia São João Batista - Acarape - CE, da Paróquia Nossa Senhora da Palma - Baturité - CE,  Vigário Episcopal Região Episcopal da Serra, Membro do Conselho Presbiteral e Membro do Conselho Econômico Arquidiocesano - Fortaleza - CE.

## Episcopado

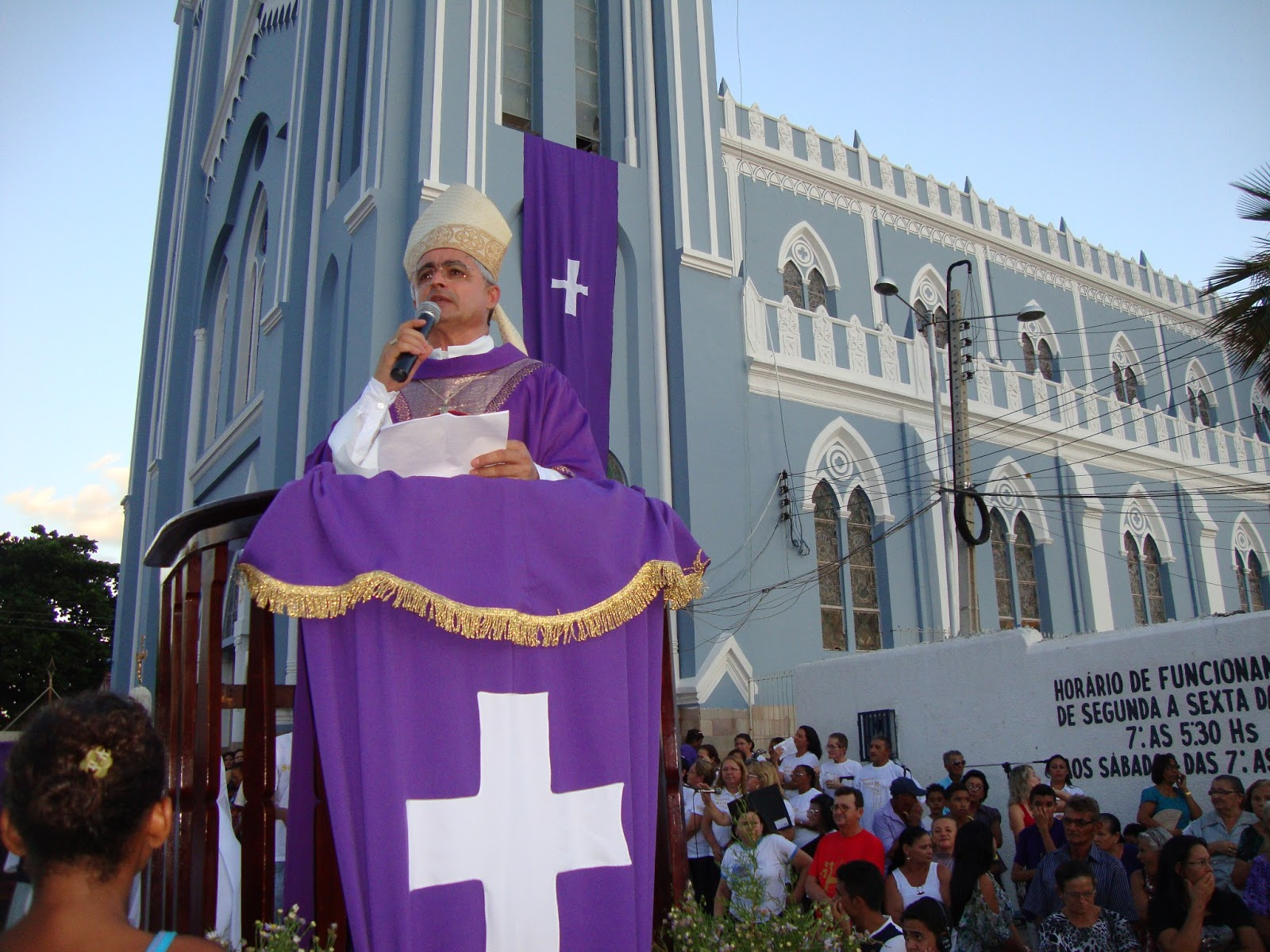
Missa da Sexta-feira de Passos na catedral de Picos, presidida por Dom Plínio José.

Em 13 de junho de 2001 o Papa João Paulo II nomeou Bispo titular de Marazane e auxiliar de Fortaleza - CE. Foi ordenado Bispo em 24 de agosto de 2001, na Catedral de Fortaleza - CE, tendo como Bispos ordenantes Dom José Antônio Aparecido Tosi Marques, Dom Aldo di Cillo Pagotto e Dom José Doth de Oliveira. No Ceará, foi Bispo Auxiliar de Fortaleza-CE (2001-2003); Coordenador do Secretariado Arquidiocesano de Pastoral – Fortaleza; Bispo Responsável pela Comunicação e Dimensão Missionária no Regional Nordeste I – Estado do Ceará.
Em 26 de novembro de 2003, o Papa João Paulo II o nomeou Bispo da Diocese de Picos - PI. Veio a tomar posse em 31 de Janeiro de 2004 como segundo Bispo de Picos. Já em Picos, foi Bispo referencial da Pastoral da Comunicação e Pastoral da Pessoa Idosa no Regional NE IV da CNBB.